# Martin de Lesseps
Pour les articles homonymes, voir Lesseps.
Martin de Lesseps, né le 17 octobre 1730 à Bayonne, mort le 19 septembre 1807 à Saint-Nom-la-Bretèche, est un diplomate français.

## Biographie
Martin de Lesseps est le fils de Pierre de Lesseps (1690-1759), notaire royal, secrétaire en chef et trésorier de la ville de Bayonne, et de Catherine Fourcade, et le frère du diplomate Dominique de Lesseps (1715-1794).
Il suit ses études au collège de l'Esquille à Toulouse, puis à Paris. Rentré à Bayonne, il travaille quelque temps chez un armateur, président de la Chambre de commerce, qui l'envoie à Madrid comme correspondant, parlant et écrivant couramment l'espagnol. Il rejoint en 1752 la maison de commerce madrilène des sieurs Patrice, Joyces et Darcy. 
Nommé consul de France à Carthagène en 1756 par le roi Louis XV, il obtient l'année suivante, grâce à l'appui de son frère Dominique, la survivance de Philippe Lagau, commissaire de la marine et du commerce de France à Hambourg, avant d'être rappelé à Madrid pour y assurer les fonctions de secrétaire de l'abbé Beliardi. Il est détenu quelques jours dans les prisons de Barcelone en juillet 1760 et est chargé d'une mission à Madrid et Lisbonne en 1762.

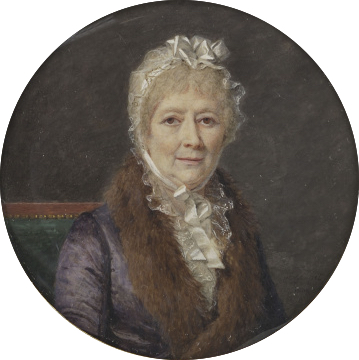
Portrait de Mme Martin de Lesseps, née Anna de Cayzergues.

Au décès de Lagau, il lui succède en 1766 en tant que commissaire de la marine et consul à Hambourg, département étendu à Lübeck et Brême. Le 6 juin 1774, le roi Louis XVI le nomme consul général de France à Saint-Pétersbourg. Après avoir installé son successeur Charles Coquebert de Montbret à la Cour de Schwerin, Lesseps rejoint la Russie. Il occupe les fonctions de consul général jusqu'en 1787, année de sa retraite. Son fils, Barthélemy de Lesseps, qui l'avait suivi dans son consulat, lui succédera. Son autre fils, Mathieu de Lesseps, sera également diplomate.
Installé à Versailles à partir de 1788, il y fait partie des électeurs.